# Masalia calamaria
Masalia calamaria là một loài bướm đêm trong họ Noctuidae.